# Международный банк реконструкции и развития
Междунаро́дный банк реконстру́кции и разви́тия (сокр. МБРР, англ. International Bank for Reconstruction and Development) — основное  кредитное учреждение Всемирного банка. Международный банк реконструкции и развития — специализированное учреждение ООН, межгосударственный инвестиционный институт, учреждённый одновременно с МВФ в соответствии с решениями Международной валютно-финансовой конференции в Бреттон-Вудсе в 1944 г. Соглашение о МБРР, являющееся одновременно и его уставом, официально вступило в силу в 1945 г., но банк начал функционировать с 1946 г. Местонахождение МБРР — Вашингтон.

## Цели МБРР
- оказание помощи в реконструкции и развитии экономики стран‑членов;
- содействие частным иностранным инвестициям;
- содействие сбалансированному росту международной торговли и поддержание равновесия платёжных балансов;
- сбор и публикация статистической информации.

Первоначально МБРР был призван с помощью аккумулированных бюджетных средств капиталистических государств и привлекаемых капиталов инвесторов стимулировать частные инвестиции в странах Западной Европы, экономика которых значительно пострадала во время Второй мировой войны. С середины 50-х гг., когда хозяйство стран Западной Европы стабилизировалось, деятельность МБРР во все большей степени стала ориентироваться на страны Азии, Африки и Латинской Америки.
В последние годы МБРР занимается проблемой урегулирования внешнего долга развивающихся стран: 1/3 кредитов он выдает в форме так называемого совместного финансирования. Банк предоставляет структурные кредиты для регулирования структуры экономики, оздоровления платежного баланса.

## Основные направления деятельности МБРР

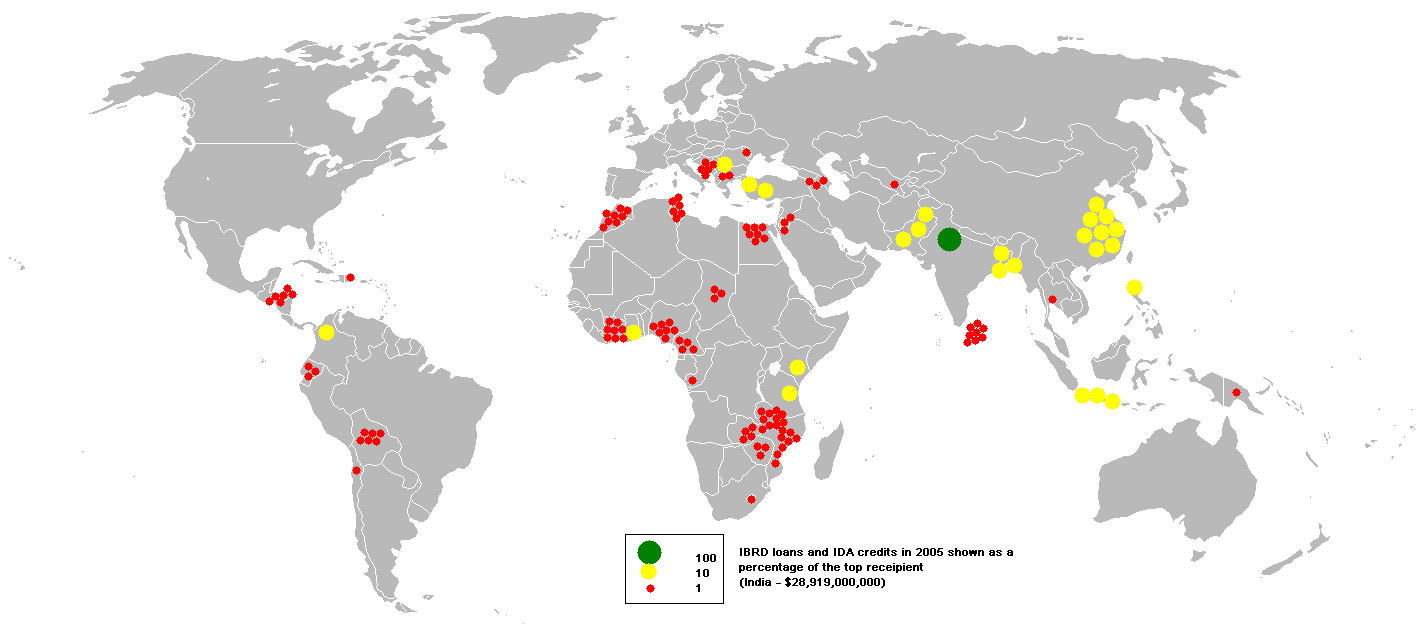
Кредиты от МБРР и МАР в 2005 году

МБРР предоставляет финансирование правительствам стран со средним уровнем дохода и кредитоспособных стран с низким доходом. Страны, подающие заявку на вступление в МБРР, должны сначала быть приняты в МВФ.

## Механизмы управления МБРР
Высшими органами МБРР являются Совет управляющих и Директорат как исполнительный орган. Во главе банка находится президент, как правило, представитель высших деловых кругов США. Сессии Совета, состоящего из министров финансов или управляющих центральными банками, проводятся раз в год совместно с МВФ. Членами банка могут быть только члены МВФ, голоса также определяются квотой страны в капитале МБРР (более 180 млрд долл.). Хотя членами МБРР являются 189 стран, лидирующее положение принадлежит семёрке: США, Японии, Великобритании, Германии, Франции, Канаде и Италии.
Источниками ресурсов банка помимо акционерного капитала являются размещение облигационных займов, главным образом на американском рынке, и средства, полученные от продажи облигаций.

## Группа Всемирного банка
В дополнение к МБРР были созданы следующие финансовые институты: Международная ассоциация развития, Международная финансовая корпорация, Многостороннее агентство по гарантированию инвестиций, Международный центр по урегулированию инвестиционных споров. Все эти финансовые институты работают в тесном взаимодействии, образуя Группу Всемирного банка. В начале 2009 г. в состав членов этих организаций входили 186 стран. За период своего существования банк и его организации предоставили свыше 5 тыс. займов на общую сумму 245 млрд долл. Почти 3/4 всех займов приходится на МБРР.

## Президенты МБРР[5]
- Евгений Майер (Июнь 1946 — Декабрь 1946)
- Джон Макклой (Март 1947 — Июнь 1949)
- Евгений Роберт Блэк (Июль 1949 — Декабрь 1962)
- Джордж Дэвид Вудс (Январь 1963 — Март 1968)
- Роберт Макнамара (Апрель 1968 — Июнь 1981)
- Олден Уиншип Клаузен (Июль 1981 — Июнь 1986)
- Барбер Конейбл (Июль 1986 — Август 1991)
- Льюис Престон (Сентябрь 1991 — Май 1995)
- Джеймс Д. Вулфенсон (Июнь 1995 — Май 2005)
- Пол Вулфовиц (Июнь 2005 — Июнь 2007)
- Роберт Б. Зеллик (Июль 2007 — Июнь 2012)
- Джим Ен Ким (Июль 2012 — февраль 2019)
- Дэвид Малпасс (апрель 2019 — настоящее время)